# Horsfieldia kingii
Horsfieldia kingii là một loài thực vật có hoa trong họ Myristicaceae. Loài này được (Hook.f.) Warb. mô tả khoa học đầu tiên năm 1897.